# Ballynahinch (Down)
Ballynahinch (Iers:Baile na hInse) is een plaats in het Noord-Ierse district Down (district).
Ballynahinch telt 5334 inwoners.
Van de bevolking is 65,4% protestant en 31,3% katholiek.

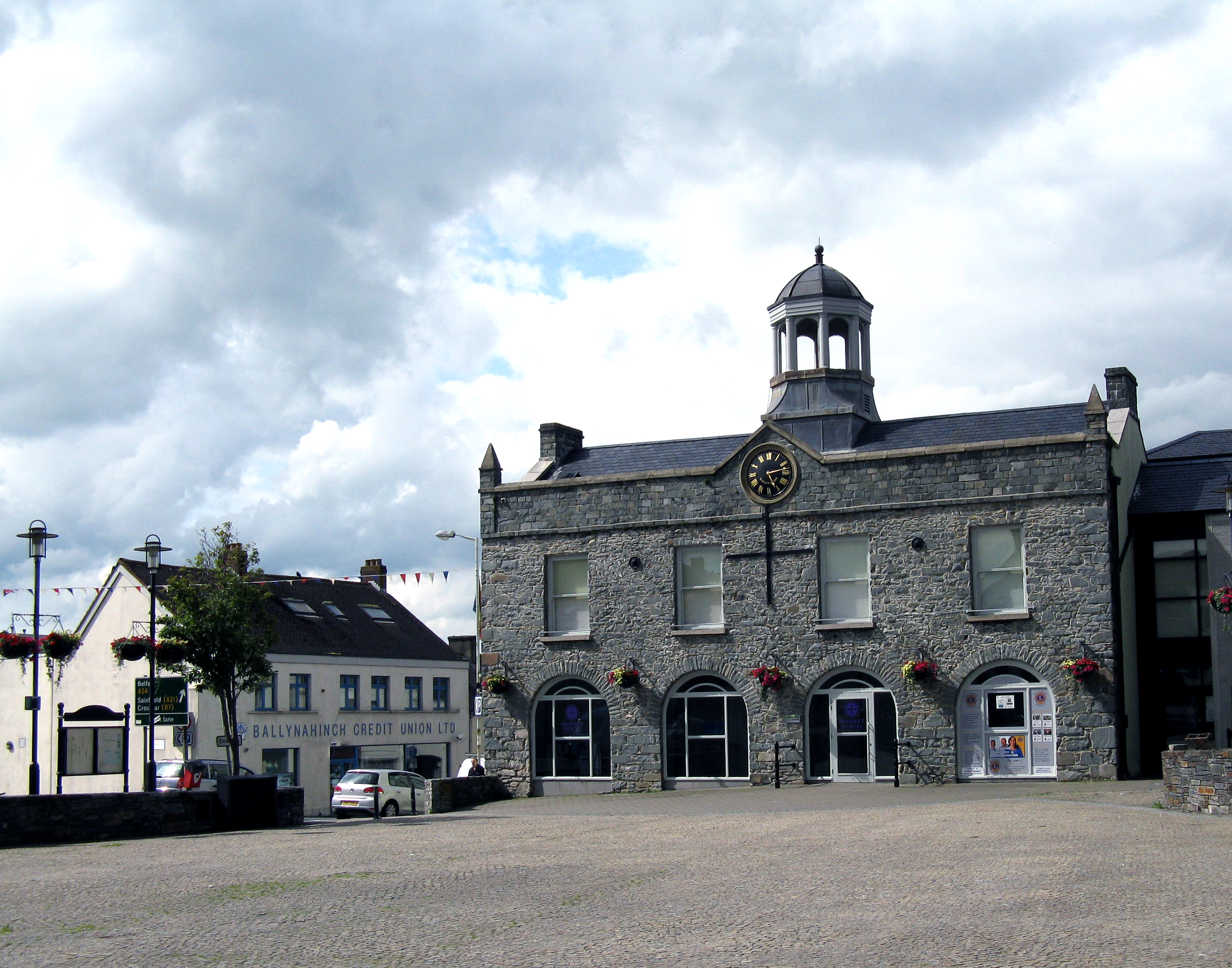